# Нџамена
Нџамена (фр. N'Djamena) је главни град Чада и његов највећи град са 1.605.696 становника (2012). Налази се на реци Шари насупрот камерунског града Кусери са којим је повезан мостом. Град има специјални статут региона и подељен је у десет арондисмана.
Нџамену је основао као Форт Лами француски командант Емил Жантиј 29. маја 1900. и дао му је име у част Амадеа Франсоа Ламија француског официра који је погину неколико дана ранији у бици код Кусерија. 6. новембра 1973. председник Франсоа Томбалбе му је променио име у Нџамена, по имену оближњег арапског села.
Град је делимично уништен током грађанског рата 1979. и 1980. Дана 13. априла 2006. побуњенички Уједињени фронт за демократске промене је напао град, али је поражен. Побуњеници су 2. фебруара 2008. заузели град.
Главне етничке групе су: Арапи (11,08%), Нгамбе (16,41%), Хаџере (9,15%), Даза (6,97%), Билала (5,83%), Каненбу (5,80%), Маба (4,84%), Канури (4,39%), Гор (3,32%), Кука (3,20%), Сара (2,24%), Барама (2,10%).
Градови побратими Нџамене су Тулуз и Марсељ у Француској, као и Ступино у Русији.

## Географија
Нџамена се простире на десној обали реке Шари, одмах код ушћа реке Логоне у њу, али је одмакнута од њених обала, јер се често излива за време сезоне киша, од јуна до септембра. Преко пута реке Логоне (која је ту граница с Камеруном) налази се град Коусери, до којег води мост удаљен 16 km од центра града. Језеро Чад удаљено је 100 km од центра град према северу, до Нијамеја у Нигеру има 1 955 km, до Јаоунде у Камеруну има 1 538 km, а до Бангуиа у Централноафричкој Републици има 1 204 km. У прошлости је једина веза са светом била река Чари, у то време Нџамена је била велика лука, али данас се већина транспорта обавља друмским саобраћајем.

### Клима
| Клима Нџамене (1961-1990, екстреми 1904-садашњост)                                 | Клима Нџамене (1961-1990, екстреми 1904-садашњост) | Клима Нџамене (1961-1990, екстреми 1904-садашњост) | Клима Нџамене (1961-1990, екстреми 1904-садашњост) | Клима Нџамене (1961-1990, екстреми 1904-садашњост) | Клима Нџамене (1961-1990, екстреми 1904-садашњост) | Клима Нџамене (1961-1990, екстреми 1904-садашњост) | Клима Нџамене (1961-1990, екстреми 1904-садашњост) | Клима Нџамене (1961-1990, екстреми 1904-садашњост) | Клима Нџамене (1961-1990, екстреми 1904-садашњост) | Клима Нџамене (1961-1990, екстреми 1904-садашњост) | Клима Нџамене (1961-1990, екстреми 1904-садашњост) | Клима Нџамене (1961-1990, екстреми 1904-садашњост) | Клима Нџамене (1961-1990, екстреми 1904-садашњост) |
| Показатељ \ Месец                                                                  | .Јан.                                              | .Феб.                                              | .Мар.                                              | .Апр.                                              | .Мај.                                              | .Јун.                                              | .Јул.                                              | .Авг.                                              | .Сеп.                                              | .Окт.                                              | .Нов.                                              | .Дец.                                              | .Год.                                              |
| ---------------------------------------------------------------------------------- | -------------------------------------------------- | -------------------------------------------------- | -------------------------------------------------- | -------------------------------------------------- | -------------------------------------------------- | -------------------------------------------------- | -------------------------------------------------- | -------------------------------------------------- | -------------------------------------------------- | -------------------------------------------------- | -------------------------------------------------- | -------------------------------------------------- | -------------------------------------------------- |
| Апсолутни максимум, °C (°F)                                                        | 41,8 (107,2)                                       | 47,6 (117,7)                                       | 46,5 (115,7)                                       | 48,3 (118,9)                                       | 49,1 (120,4)                                       | 44,0 (111,2)                                       | 46,0 (114,8)                                       | 38,6 (101,5)                                       | 40,5 (104,9)                                       | 43,6 (110,5)                                       | 47,5 (117,5)                                       | 40,5 (104,9)                                       | 49,1 (120,4)                                       |
| Максимум, °C (°F)                                                                  | 32,4 (90,3)                                        | 35,2 (95,4)                                        | 38,7 (101,7)                                       | 41,0 (105,8)                                       | 39,9 (103,8)                                       | 37,2 (99)                                          | 33,5 (92,3)                                        | 31,6 (88,9)                                        | 33,7 (92,7)                                        | 36,9 (98,4)                                        | 35,8 (96,4)                                        | 33,5 (92,3)                                        | 35,8 (96,4)                                        |
| Просек, °C (°F)                                                                    | 23,4 (74,1)                                        | 25,9 (78,6)                                        | 29,9 (85,8)                                        | 32,9 (91,2)                                        | 32,9 (91,2)                                        | 30,9 (87,6)                                        | 28,3 (82,9)                                        | 27,0 (80,6)                                        | 28,2 (82,8)                                        | 29,4 (84,9)                                        | 26,8 (80,2)                                        | 24,2 (75,6)                                        | 28,32 (82,96)                                      |
| Минимум, °C (°F)                                                                   | 14,3 (57,7)                                        | 16,6 (61,9)                                        | 21,0 (69,8)                                        | 24,8 (76,6)                                        | 25,8 (78,4)                                        | 24,7 (76,5)                                        | 23,1 (73,6)                                        | 22,4 (72,3)                                        | 22,7 (72,9)                                        | 21,8 (71,2)                                        | 17,8 (64)                                          | 14,8 (58,6)                                        | 20,8 (69,5)                                        |
| Апсолутни минимум, °C (°F)                                                         | 6,5 (43,7)                                         | 8,0 (46,4)                                         | 11,3 (52,3)                                        | 16,2 (61,2)                                        | 16,8 (62,2)                                        | 18,2 (64,8)                                        | 17,7 (63,9)                                        | 18,5 (65,3)                                        | 15,1 (59,2)                                        | 13,5 (56,3)                                        | 10,3 (50,5)                                        | 8,4 (47,1)                                         | 6,5 (43,7)                                         |
| Количина кише, mm (in)                                                             | 0,0 (0)                                            | 0,0 (0)                                            | 0,3 (0,012)                                        | 10,3 (0,406)                                       | 25,8 (1,016)                                       | 51,0 (2,008)                                       | 143,8 (5,661)                                      | 174,4 (6,866)                                      | 84,3 (3,319)                                       | 20,3 (0,799)                                       | 0,1 (0,004)                                        | 0,0 (0)                                            | 510,3 (20,091)                                     |
| Дани са кишом (≥ 0.1 mm)                                                           | 0                                                  | 0                                                  | 1                                                  | 3                                                  | 6                                                  | 9                                                  | 13                                                 | 15                                                 | 9                                                  | 3                                                  | 1                                                  | 0                                                  | 60                                                 |
| Релативна влажност, %                                                              | 29                                                 | 23                                                 | 21                                                 | 28                                                 | 39                                                 | 52                                                 | 68                                                 | 76                                                 | 72                                                 | 49                                                 | 33                                                 | 31                                                 | 43                                                 |
| Сунчани сати — месечни просек                                                      | 297,6                                              | 277,2                                              | 282,1                                              | 273,0                                              | 285,2                                              | 258,0                                              | 213,9                                              | 201,5                                              | 228,0                                              | 285,2                                              | 300,0                                              | 303,8                                              | 3.205,5                                            |
| Сунчани сати — дневни просек                                                       | 9,6                                                | 9,9                                                | 9,1                                                | 9,1                                                | 9,2                                                | 8,6                                                | 6,9                                                | 6,5                                                | 7,6                                                | 9,2                                                | 10,0                                               | 9,8                                                | 8,8                                                |
| Извор #1: World Meteorological Organization (precipitation)                        |                                                    |                                                    |                                                    |                                                    |                                                    |                                                    |                                                    |                                                    |                                                    |                                                    |                                                    |                                                    |                                                    |
| Извор #2: NOAA (sun, humidity, temperatures), Meteo Climat (record highs and lows) |                                                    |                                                    |                                                    |                                                    |                                                    |                                                    |                                                    |                                                    |                                                    |                                                    |                                                    |                                                    |                                                    |

## Становништво
| 1937. | 1940.  | 1947.  | 1958.  | 1960.  | 1970.   | 1993.   | 2000.   | 2005.   | 2008.   | 2009    |
| ----- | ------ | ------ | ------ | ------ | ------- | ------- | ------- | ------- | ------- | ------- |
| 9 976 | 12 552 | 18 375 | 53 000 | 60.000 | 130.000 | 529 555 | 728 000 | 721 000 | 860.000 | 993 492 |

## Култура
Атракције у граду укључују Национални музеј Чада, Културни центар Ал-Моуна, Катедрала Госпе од мира и неколико џамија. У оквиру Националног музеја Чада може се видети делимична лобања Sahelanthropus, коју локално становништво назива „Тоумај“. Ова лобања је откривена у северном делу Чада и сматра се да потиче од једног од најранијих људских предака. Поглед на залазак сунца преко реке Чари такође може бити спектакуларан. Нџамена је проглашена Престоницом исламске културе 2009. године.

## Образовање
У Нџамени се образовање може сматрати луксузом иако је обавезно и бесплатно и постоји од независности Чада 1960. године. Не више од четрдесет посто деце основношколског узраста у Чаду има прилику да похађа наставу, а са лошом стабилношћу државе у нџаменској деци је још теже да се образују. Након напредовања кроз основну школу, неки ученици иду на универзитет. Нџамена има два универзитета: Универзитет у Нџамени са француским наставним језиком, изграђен 1971; и Универзитет краљ Фајсал - Чад са арапским као наставним језиком, изграђен 1991. године. Средње школе укључују давно успостављена Средња школа Филикс Ебве, Средња комерцијална техничка школа, Средња школа Монтењ у Нџамени (Француска међународна школа). Средња школа у Чаду је обавезна, али само 68% ученика старијих од 12 година похађа школу. Од тих 68%, 70% ових ученика похађа школу у Нџамени. Многи од ученика у међународним школама су деца руководилаца, дипломата и запослених у невладиним организацијама.

## Знаменитости
Једна од већих атракција града је Национални музеј, основан 1963. са специјализованим збиркама за палеонтологију, праисторију и етнографију, који уско сарађује са Националном институтом за хуманистичке науке из 1961. Поред музеја, атракције овог града су катедрала и неколико џамија, као и бројне продавнице на отвореном. За туристе, атракцију представља и залазак сунца на реци Чари.

## Партнерски градови
- Тулуза[19]
- Ступино[20]

## Галерија
Фотографије из првог реда су старијег датума, највероватније из 1960—их година, док је пета слика, прва у другом реду, такође старијег датума, али у сваком случају након 1984. године (због присуства аутомобила који се виде на фотографији).
- Улица у Нџамени.
- Плажа на реци Чари.
- Радио станица.
- Људи на коњу у Форт Лами.
- Главна улица Нџамене.
- Капела у Нџамени.